# 84075 Peterpatricia
84075 Peterpatricia è un asteroide della fascia principale. Scoperto nel 2002, presenta un'orbita caratterizzata da un semiasse maggiore pari a 2,8581072 UA e da un'eccentricità di 0,0572595, inclinata di 1,23310° rispetto all'eclittica.
L'asteroide è dedicato a Peter e Patricia Lowe, genitori dello scopritore. 